# Frédéric Petit (pilote moto)
Pour les articles homonymes, voir Petit et Frédéric Petit.
Pas d'image ? Cliquez ici
Frédéric Petit est un pilote de vitesse moto français né à Saint-Maur-des-Fossés le 6 mai 1975. 
Il commence sa carrière en Grand Prix en 1994 avec Yamaha en 125 cm3 au Grand Prix d'Australie en terminant 33e. Puis il prend part à un Grand Prix en 1995 avec Honda sans marquer des points. Il atteint la 13e place aux Championnats du monde de vitesse moto en 1996 et la 10e en 1997 (meilleur pilote privé) et 1998 avec 13 participations de Grand Prix. 

En 1999, quatorze courses de Grand Prix avec Aprilia lui permettent de terminer le championnat en 25e position.

En 2000, il termine sa carrière de pilote Grand Prix en participant à une seule course sur Honda, sans marquer des points. 

Il a marqué 97 points au championnat du monde catégorie 125 cm3 durant sa carrière.
En 2006, il participe à la création du team FP Motorsport', équipe qui participe au Championnat de France Open de Vitesse, catégorie 125.